# Тип 59
Тип 59 (кит.: 59式; піньїнь: Wǔ jiǔ shì) — китайський середній танк першого покоління, який є китайською копією радянського T-54A. Його виробнича назва — WZ-120. Всього було вироблено близько 9500 екземплярів різних версій танку. Виробництво цього танка дозволило Китаю свого часу не тільки створити сучасні та численні бронетанкові сили, а й дати поштовх до появи та розвитку власної танкової промисловості. Виробником була First Inner Mongolia Machinery Factory (кодова назва: Фабрика 617) розташована в  Баотоу, Внутрішня Монголія. НВАК має[коли?] близько 5,500 Type 59 MBTs, більшість з яких це Type 59-I/II покращені за західними технологіями. Танк становив основу бронетанкових підрозділів Народно-визвольної армії Китаю до початку 2000-х років. Сімейство танків Type 59 продовжує залишатися на озброєнні бронетанкових військ НВАК і до тепер.

## Програма
Середній танк Type 59 є ліцензованою у Китаї версією радянського танку T-54A. Уряди Радянського Союзу та Китаю домовились про передачу технології T-54A у 1956. Саме у цей час за допомогою радянських інженерів у Внутрішній Монголії у Баотоу було побудовано перший танковий завод (Фабрика 617). У 1958 з виробничої лінії зійшов перший китайський T-54A зібраний з радянських деталей.
У 1959 році Фабрика 617 почала будувати T-54A використовуючи власні деталі. Під час військового параду у Пекіні 1 жовтня 1959 на честь 10-ї річниці створення Китайської Народної Республіки вперше публіці було показано 32 китайських T-54A. Наприкінці 1959 танк отримав офіційну назву — Type 59.
У Китаї виробляли серії модифікованих танків на базі Type 59, деякі з них були покращені за західними технологіями.
Виробництво Туре 59 тривало до 1985 року. Всього було виготовлено близько 9500 танків.

## Озброєння
Перші зразки Type 59 були озброєні Type 59 (китайська копія радянської Д-10T2С) 100 мм нарізною гарматою. Боєкомплект (34 набої) мав фугасні та бронебійні снаряди.
Type 59-I було оснащено модифікованою Type 69-II (китайська копія радянської Д-10ТГ) 100 мм нарізною гарматою. Боєкомплект (44 набої) мав фугасні, осколково-фугасні та бронебійні з піддоном, що відділяється та вольфрамовим стрижнем.
Type 59-II було оснащено Type 81 105-мм нарізною гарматою, яка була ліцензовано ізраїльською гарматою L7. Боєкомплект (44 набої) мав фугасні, осколково-фугасні та бронебійні опріені стабілізовані снаряди з піддоном, що відділявся.
Type 59D1 було оснащено Type 79 нарізною 105-мм гарматою з композитним алюмінієвим кожухом. Товщина броні яку пробивав БОПС складала 460~510 мм.
Type 59D було оснащено Type 83-I (також відома як Type 83A) нарізною 105-мм гарматою, яка також встановлювалася на ОБТ Type 88. Товщина броні яку пробивав БОПС складала 460~510 мм. При використанні спеціальних (зі збідненим ураном) набоїв, товщина броні могла бути 600 мм, що перевищує російський T-90 та дорівнює японському Type 90.
Type 59D/D1 також може стріляти 105-мм дульними ракетами. Дальність стрільби ракети складає 5,2 км, а товщина броні — 700 мм. Також ракетами можна атакувати гелікоптери. Під час тестувань ракета збила повітряну мішень на дальності 4,8 км. Додаткове озброєння складається з 7,62 мм спареного кулемета та 12,7 мм зенітного кулемета розташованого на даху командирської башти.
Точність стрільби залежить від комп'ютеризованої системи керування вогнем, яка включає комп'ютер який керує вогнем, лазерний далекомір і приціл стрільця з пасивним приладом нічного бачення. Деякі Type 59D також оснащено тепловізорами.

## Захист
Перші варіанти Type 59 мали доволі тонку броню та були уразливими для протитанкових гранат і великокаліберних танкових гармат. Лобова броня корпусу та башти складає 100 та 220 мм відповідно.
На Type 59D котки та траки захищено гумовими спідницями. Башта вкрита сітчастими конструкціями для захисту від кумулятивних снарядів. Також башта і корпус прикриті динамічним захистом серії FY спереду, який був здатний витримати влучання 105 мм гарматою з дистанції 2000 м.
Базовий варіант Type 59 не мав системи колективного захисту від зброї масового ураження і мав лише напівавтоматичну/ручну систему пожежогасіння. Type 59-I і більш пізні варіанти мали автоматичну систему пожежогасіння.
З обох боків башти танку Type 59D було встановлено чотири димових гранатомети. Додаткову димову завісу створювало впорскування дизельного палива до вихлопу двигуна. Екіпаж Type 59D було захищено автоматичною системою пожежогасіння.

## Двигун
Танки Type 59/59-I/59-II/59-IIA мали 12-циліндровий, 4-тактний дизельний двигун 12150L з турбонаддувом та рідким охолодженням потужністю 520 к. с. Торсіона підвіска мала гідравлічні амортизатори на першому та п'ятому котках. Type 59D модифікований двигун 12150L7 потужністю 580 к. с.

## Варіанти
- Type 59 (WZ-120) — ліцензована копія T-54A 1957 = 100-мм нарізна гармата Type 59 (Д-10ТГ).
- Type 59-I (WZ-120A) — нова гармата з двоплощинною стабілізацією = 100-мм нарізна гармата Type 69-II.
- Type 59-II (WZ-120B) — нова гармата = 105-мм нарізна гармата Type 81 (Royal Ordnance L7).
- Type 59-IIA — додано термокожух для гармати та гумово-тканеві протикумулятивні екрани = 105-мм нарізна гармата Type 81-I (Royal Ordnance L7).
- Type 59Gai (BW-120K) — дослідний Type 59-II озброєний 120-мм гарматою = 120-мм гладкоствольна гармата Rheinmetall Rh-120-L44.
- Type 59D (WZ-120C) — додано динамічний захист = 105-мм нарізна гармата Type 83-I(83A) (Royal Ordnance L7).
- Type 59D-I (WZ-120C-I) — експортний, додано гармату з термокожухом = 105-мм нарізна гармата Type 79 (Royal Ordnance L7).
- Type 59R — експортний, з новою СКВ, системою ПАЗ, фальшбортами = 105-мм нарізна гармата Type 79 (Royal Ordnance L7).
- Type 59P — експортний, з посиленим бронюванням башти і лобової частини корпусу = 105-мм нарізна гармата Type 79 (Royal Ordnance L7).
- Type 59G (Type 59-125\59-120) — експортний, нова башта, навісний ДЗ, оновлена СКВ, двигун 580\1200 к.с. = 120\125-мм гладкоствольна гармата Rh-120-L44\неліцензійна копія 2А46.

## Бойове застосування
Першою війною, в якій брали участь Туре 59, була війна у В'єтнамі. Північний В'єтнам виставив принаймні кілька сотень танків, наданих безпосередньо від свого китайського союзника, проти американських танків, використовуваних Південним В'єтнамом, таких як M41 Walker Bulldog і M48 Patton. Проти американських танків, з якими він зіткнувся, Туре 59 разом із аналогічним танком Т-54 (також широко використовувався під час війни у В’єтнамі) досяг певного успіху проти ворожої бронетехніки.
Після війни у В'єтнамі китайсько-в'єтнамська війна 1979 року стала наступним найбільшим використанням Туре 59 на сьогоднішній день у китайській військовій історії. Китай використав майже 300 танків Type 59, Type 62 і Type 63 у конфлікті проти свого колишнього союзника, причому 48 із перерахованих вище танків були втрачені.
Type 59 також використовувався під час індійсько-пакистанської війни 1971 року, де пакистанські танки Type 59 зіткнулися з індійськими танками T-54 і Т-55.
Іракські Туре 59 використовувалися під час війни в Перській затоці 1991 року.
Судан також використовував Туре 59 під час Другої громадянської війни в Судані. П'ять були втрачені Народно-визвольною армією Судану в березні 1997 року.

## Оператори
| Країна           | Кількість |
| Афганістан       | 100       |
| Албанія          | 721       |
| Бангладеш        | 80        |
| Камбоджа         | 200       |
| КНР              | 6000      |
| Республіка Конго | 20        |
| ДР Конго         | 16        |
| Іран             | 220       |
| Північна Корея   | 220       |
| Пакистан         | 1200      |
| Судан            | 10        |
| Танзанія         | 30        |
| Таїланд          | 24        |
| В'єтнам          | 350       |
| Замбія           | 20        |
| Зімбабве         | 22        |